# Sohail Nakhooda
Sohail Nakhooda, arabisch سهيل ناخودا, DMG Suhail Nāḫūdā (* 2. November 1970) ist ein jordanischer Journalist. Er ist der Editor-in-Chief des Islamica Magazine (مجلة إسلاميكا / maǧallat Islāmīkā) in Amman, Jordanien, und der Official Archivist der Common Word Initiative.
Er war einer der 138 Unterzeichner des offenen Briefes Ein gemeinsames Wort zwischen Uns und Euch (engl. A Common Word Between Us & You), den Persönlichkeiten des Islam an „Führer christlicher Kirchen überall“ (engl. „Leaders of Christian Churches, everywhere …“) sandten (13. Oktober 2007).